# Кривцов, Игнат Иванович
Игнат Иванович Кривцов (03.03.1908—23.05.1975) — командир отделения взвода пешей разведки 146-го гвардейского стрелкового полка (48-я гвардейская стрелковая Криворожская Краснознамённая орденов Суворова и Кутузова дивизия, 28-я армия, 3-й Белорусский фронт), гвардии старшина, участник Великой Отечественной войны, кавалер ордена Славы трёх степеней.

## Биография
Родился 3 марта 1908 года в селе Бунино ныне Солнцевского района Курской области в семье крестьянина. Русский. Окончил 4 класса и работал забойщиком на шахте «Марковская» в городе Макеевка (ныне Донецкая область, Украина).
В Красной Армии с августа 1941 года. В действующей армии с ноября 1942 года.
Воевал старшиной 46-й отдельной разведывательной роты 99-й стрелковой дивизии. В августе-сентябре 1943 года принимал участие в Донбасской наступательной операции и освобождении 2 сентября 1943 года города Чистяково. За отличие в бою награждён командиром дивизии медалью «За боевые заслуги».
Командир отделения взвода пешей разведки 146-го гвардейского стрелкового полка (48-я гвардейская стрелковая Криворожская Краснознамённая орденов Суворова и Кутузова дивизия, 70-я армия, 1-й Белорусский фронт) гвардии старшина Кривцов 21 августа 1944 года, находясь в разведке во главе отделения в районе населённого пункта Якушево (17 км восточнее города Сероцк, Польша), уничтожил пулемёт с расчётом и 7 гитлеровцев. В этом бою был ранен, но продолжал выполнять поставленную задачу.
Приказом по 48-й гвардейской стрелковой дивизии от 20 октября 1944 года гвардии старшина Кривцов Игнат Иванович награждён орденом Славы III степени.
В ночь на 19 декабря 1944 года гвардии старшина И. И. Кривцов в районе северо-западнее высоты 58,3 (юго-восточнее города Гумбиннен ныне город Гусев Калининградской области) с группой захвата преодолел проволочное заграждение и минное поле, ворвался во вражескую траншею и взял в плен ручного пулемётчика. Пленный дал важные сведения.
Приказом по войскам 28-й армии от 31 января 1945 года гвардии старшина Кривцов Игнат Иванович награждён орденом Славы I степени.
9 февраля 1945 года в районе населённого пункта Алькемен (13 км северо-западнее города Прёйсиш-Эйлау, ныне Багратионовск Калининградской области) в составе группы разведчиков проник в тыл противника, выявил его огневые средства и атаковал их. Гранатами и огнём из автоматов разведгруппой было уничтожено 3 огневые точки врага, что позволило стрелковым подразделениям стремительной атакой овладеть населённым пунктом Алькемен.
Особенно отличился в уличных боях при штурме Берлина. 28 апреля 1945 года гвардии старшина Кривцов проник в тыл противнику и уничтожил три пулемётные точки, мешавшие продвижению штурмовых групп. 28 мая 1945 года награждён орденом Отечественной войны I степени.
Указом Президиума Верховного Совета СССР от 29 июня 1945 года за образцовое выполнение боевых заданий командования на фронте борьбы с немецкими захватчиками и проявленные при этом доблесть и мужество Кривцов Игнат Иванович награждён орденом Славы I степени.
После демобилизации в 1945 году гвардии старшина И. И. Кривцов проживал в городе Константиновка Донецкой области и работал машинистом-дизелистом, а позже обжигальщиком керамического отдела на заводе «Автостекло».
Скончался 23 мая 1975 года.

## Награды
- Орден Отечественной войны I степени (28.05.1945)[7]
- Орден Красной Звезды (23.9.1943)[8]
- Полный кавалер ордена Славы:
  - орден Славы I степени (29.6.1945)[9];
  - орден Славы II степени (31.01.1945)[10];
  - орден Славы III степени (20.10.1944)[11];
- медали, в том числе:
  - «За боевые заслуги» (26.9.1943)[12]
  - «В ознаменование 100-летия со дня рождения Владимира Ильича Ленина» (6 апреля 1970)
  - «За победу над Германией в Великой Отечественной войне 1941—1945 гг.» (9 мая 1945)[13]
  - «За взятие Берлина» (9.5.1945)
  - «За освобождение Праги» (9.5.1945)
  - «За взятие Кёнигсберга» (9.6.1945)
  - «20 лет Победы в Великой Отечественной войне 1941—1945 гг.» (7 мая 1965[14])
  - «30 лет Победы в Великой Отечественной войне 1941—1945 гг.»[15]
  - «50 лет Вооружённых Сил СССР» (26 декабря 1967[16])
- Знак «25 лет победы в Великой Отечественной войне» (1970)

## Память
- На могиле установлен надгробный памятник.
- Его имя увековечено в Главном Храме Вооружённых сил России, и навсегда запечатлено на мемориале «Дорога памяти»[17].